# Stelis sijmii
Stelis sijmii är en orkidéart som beskrevs av Carlyle August Luer. Stelis sijmii ingår i släktet Stelis och familjen orkidéer. Inga underarter finns listade i Catalogue of Life.